# Bauhinia martinensis
Bauhinia martinensis är en ärtväxtart som beskrevs av James Francis Macbride. Bauhinia martinensis ingår i släktet Bauhinia och familjen ärtväxter. Inga underarter finns listade i Catalogue of Life.